# Poszméhek
A poszméhek vagy dongók (Bombini) a méhek öregcsaládjának (Apoinea), a méhfélék (Apidae) családjának és a mézelőméhek (Apinae)  alcsaládjának egyik nemzetsége. Csak egyetlen élő nem, a poszméh (Bombus) tartozik ebbe a csoportba, melyek a legnagyobb termetű méhek. Magyar nevük – „dongók” – jól kifejezi azt, hogy hangosan, zümmögve-döngve, viszonylag lomhán repülnek.

## Elterjedésük
A poszméhek az egész világon elterjedtek, fajszámuk 400 és 500 közé tehető. Legnagyobb fajszámban Belső-Ázsiát népesítik be, míg a trópusokon nem igazán jellemzőek, csak szórványosak. Közép-Európában az egyik legkutatottabb rovarcsoport, annak ellenére, hogy fajszámuk igencsak alacsony: 28 faj él ezen a területen.

## Jellegzetességeik
A poszméheket könnyű felismerni, hisz testük nagy, zömök, vaskos, s rendszerint tömött, tarka szőrbunda fedi. A bunda színezete igen változékony, éppen ezért nem feltétlen lehet ez alapján elkülöníteni a fajokat. Éppen ezért történt, hogy régebben számos változatot, sőt fajokat állítottak fel, melyekről később kiderült, hogy nem is külön fajok vagy változatok. Ezzel szemben áll az a tény, hogy olykor az egymásra igen hasonlító egyedek külön fajba tartoznak.

## A poszméhek államai
A poszméhek is államalkotó rovarok. A melegebb vidékeken az állam élete több évre is kiterjedhet, azonban a mérsékelt éghajlati övezetben, így Közép-Európában is, az állam elhal. Csak a megtermékenyített, leendő királynők telelnek át – mohapárnában, fakéreg alatt vagy a talajban –, melyek aztán tavasszal új állam alapítását kezdik meg. Tavasszal, a levegő melegedésével előbújik a királynő, és új fészek építését kezdi el. A fészek helyét minden faj sajátos módon választja meg. A fészkelőhelyet a királynő elsőként előkészíti: megtisztogatja, kiegyengeti és viasszal vonja be. Ezek után a nőstény méztartó bödönt készít, majd kiformálja a lapos csészére emlékeztető lépet. Ha ezzel elkészült, akkor mintegy féltucat petét rak. A kikelő lárvák számára aztán a nőstény újra és újra megtölti a sejtet mézzel és mirigyváladékával. Később ezt a munkát az időközben kifejlődő dolgozók veszik át.
A dolgozók a királynőnél lényegesen kisebbek, ivarukat tekintve azonban hasonlóan nőstények, de ivarszerveik csökevényesek, ha raknak is petét, azok megtermékenyítetlenek, és belőle mindig hímek – az ún. herék – fejlődnek ki (kb. a nyár közepére), melyek feladata a  jövő évi királynők megtermékenyítése. Ugyanis csak a megtermékenyített petékből fejlődnek dolgozók illetve leendő királynők.
A dolgozók feladata a fészek folyamatos bővítése a népességnövekedésnek megfelelően – mely a nyár végére több száz egyedet is jelenthet –, emellett pedig a fejlődő lárvák folyamatos táplálása. Ehhez szükséges a megfelelő táplálék (nektár, mirigyváladék, virágpor) begyűjtése és szétosztása. A fészek nem olyan rendezett, mint a házi méhnél, a sejtek szabálytalan alakúak. Kívülről az egészet viaszgubó borítja be, melyet a méhek szalmaszálakkal, mohapárna-darabkákkal, fűszálakkal álcáznak.

## Jellegzetes poszméhfajok

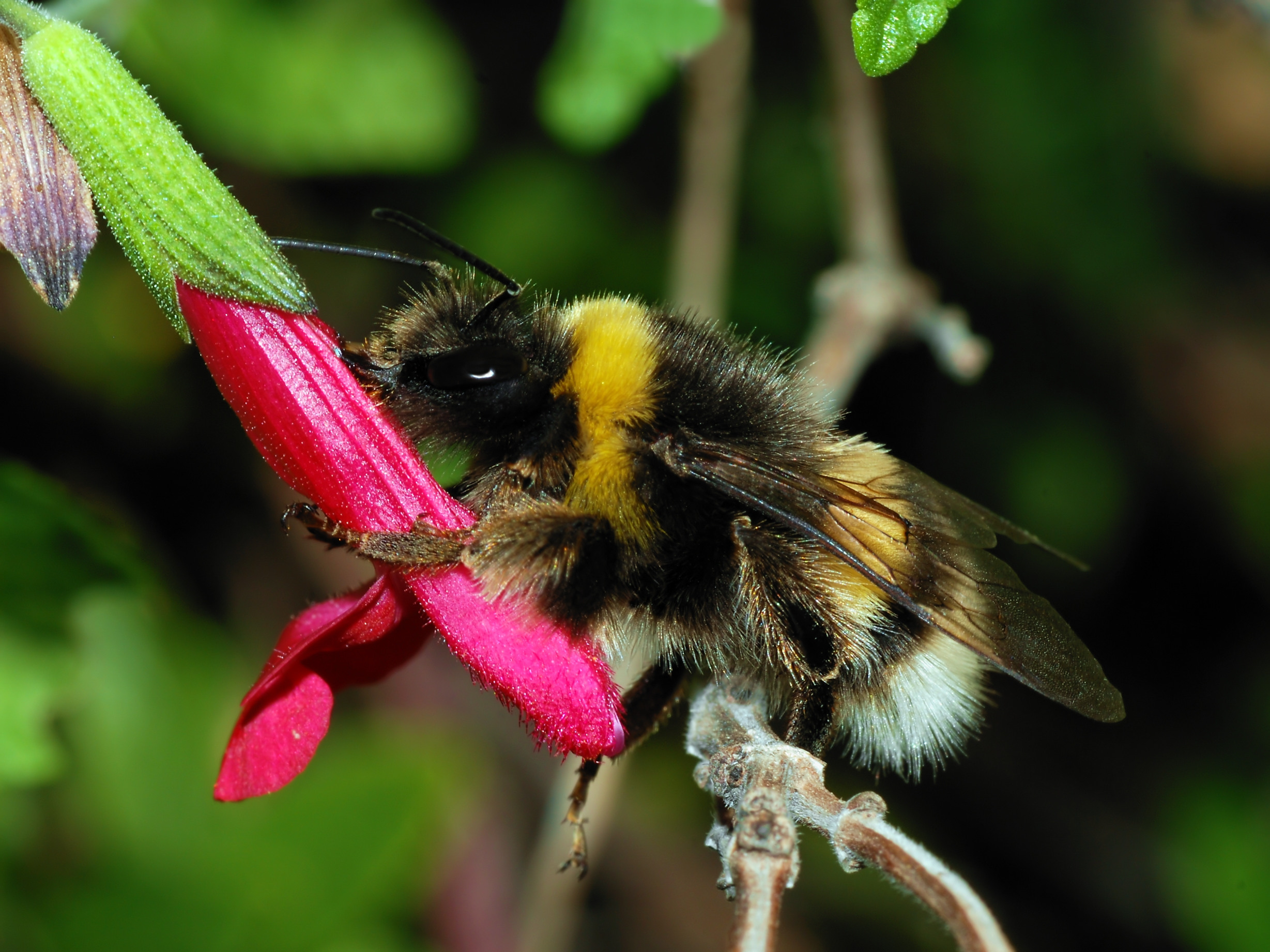

Hazánkban gyakori fajok a 15–23 mm-es kerti poszméh (Bombus hortorum), a 2,5 cm-t is elérő földi poszméh (B. terrestris), a hasonlóan nagyra növő kövi dongó (B. lapidarius). Ezekhez nagyon hasonlítanak a szociálparazita életmódú ál- vagy kakukkdongók (Psithyrus sp.), melyek utódaikat a poszméhek fészkeiben keltetik ki. Mindegyik fajnak megvan a maga speciális parazitafaja (földi kakukkposzméh – P. vestalis; kövi kakukkposzméh – P. rupestris stb.).